# Jörg Nigge
Jörg Daniel Nigge (* 26. April 1974 in Minden) ist ein deutscher Politiker (CDU). Er ist seit dem 24. Februar 2017 Oberbürgermeister der niedersächsischen Stadt Celle.

## Biografie
Jörg Nigge wuchs im Celler Stadtteil Klein Hehlen auf. Nach seinem Abitur am Herman-Billung-Gymnasium 1993 trat er als Offiziersanwärter in die Bundeswehr ein. Für seine fliegerische Ausbildung als Hubschrauber-Pilot ging er 1996 in die USA (Fort Rucker, Alabama) und studierte anschließend von 1996 bis 2000 Wirtschafts- und Organisationswissenschaften an der Universität der Bundeswehr in München, mit einem dreimonatigen Studienaufenthalt an der Arizona State University und zwei Weiterbildungen in New York. 2003 wurde er mit der Dissertation Konjunkturen und Krisen des niedersächsischen Handwerks zwischen 1945 und 1995 zum Dr. phil. promoviert. 2006 qualifizierte er sich für eine Generalstabsausbildung an der Führungsakademie der Bundeswehr.
2008 wurde Jörg Nigge als Bester des Generalstabsausbildungsjahrgangs mit dem General-Heusinger-Preis ausgezeichnet. Anschließend diente er in der Panzerlehrbrigade 9 in Munster, zuletzt als Oberstleutnant i. G. 2011 wechselte Nigge in das Immobilienmanagement der Finanzbehörde der Freien und Hansestadt Hamburg und war dort für die Leitung eines Sondervermögens und große Sonderprojekte verantwortlich.
Am 25. September 2016 gewann er mit 50,7 % die Stichwahl knapp gegen den bisherigen SPD-Amtsinhaber Dirk-Ulrich Mende und ist seit dem 24. Februar 2017 Oberbürgermeister der Stadt Celle.
Jörg Nigge ist mit einer Rechtsanwältin verheiratet und hat drei Kinder.

## Ehrenamt
Seit Ende 2019 ist Jörg Nigge Mitglied im Hauptausschuss des Deutschen Städtetages.
Er ist zudem Mitglied in folgenden Gremien:
- Vorsitzender des Verwaltungsrates der Sparkasse Celle-Gifhorn-Wolfsburg
- Mitglied des Aufsichtsrates der Avacon AG
- Mitglied des Aufsichtsrates, des Arbeitsausschusses und Vertreter in der Gesellschafterversammlung der SVO Holding GmbH
- Vertreter in der Gesellschafterversammlung der Celle-Uelzen Netz GmbH
- Mitglied der Verbandsversammlung des Zweckverbandes Abfallwirtschaft Celle
- Mitglied des Aufsichtsrates und Vertreter in der Gesellschafterversammlung der Stadtwerke Celle
- Mitglied des Aufsichtsrates und Mitglied der Gesellschafterversammlung der Verwaltungs GmbH Städtische Union
- Mitglied des Aufsichtsrates und Mitglied der Gesellschafterversammlung der CD-Kaserne gGmbH
- Mitglied des Aufsichtsrates und der Gesellschafterversammlung der Celle Tourismus und Marketing GmbH
- Mitglied des Aufsichtsrates und der Gesellschafterversammlung der allerland Immobilien GmbH
- Mitglied der Hauptversammlung der Osthannoversche Eisenbahnen AG
- Mitglied im Brandkassenausschuss der VGH Landwirtschaftlichen Brandkasse Hannover
- Mitglied des Vorstandes der Haesler-Stiftung[5]

Von 2017 bis 2019 war Nigge zudem Mitglied im Aufsichtsrat des Allgemeinen Krankenhauses Celle. Aus Protest gegen den aus seiner Sicht stark zulasten der Steuerzahler gehenden Sanierungskurs legte er am 21. Juni 2019 sein Aufsichtsratsmandat dauerhaft nieder.

## Plagiats-Vorwurf Wahlkampf 2016
Im Zuge der Bürgermeisterwahl in Celle 2016 wurde Jörg Nigge vorgeworfen, große Teile seines Wahlprogramms von der Kölner Oberbürgermeisterin Henriette Reker abgeschrieben zu haben. Teilweise seien ganze Textpassagen wortgleich übernommen worden. Die Übereinstimmungen hatte zuerst das Celler Stadtmagazin „Revista“ festgestellt. Vor allem in den Themenfeldern Umwelt, Mobilität und Vielfalt sei teilweise nur der Stadtname Köln gegen den Namen Celle ausgetauscht worden. Nigge selbst kommentierte auf Nachfragen gelassen. Er sei sich „nicht zu schade, gute Ansätze anderer als sinnvolle Ergänzungen in seine eigenen Konzepte einfließen zu lassen“. Reker wertete den Vorgang als Bestätigung, dass die Herausforderungen, vor denen Städte stünden, und die Themen, die die Bürger bewegten, offenbar ähnlich seien.